# Antoine de Pas, Marquis de Feuquières
Antoine de Pas, Marquis de Feuquières, francoski general in vojaški teoretik, * 16. april 1648, Pariz, † 27. januar 1711, Pariz.
Bil je tudi vpleten v t. i. afero strupov (L'affaire des poisons), ko ga je Lesage obtožil, da sta ga on in njegov bratranec François-Henri de Montmorency, duc de Luxembourg nagovorila, da jima Lesage priskrbi strup. Poznejša preiskava (leta 1680) ni odkrila nobenega dokaza proti njemu in njegova vojaška kariera tudi ni bila ogrožena.